# 유리 케키
유리 디미트리 케키(이탈리아어: Jury Dimitri Chechi, 이탈리아어 발음: [ˈjuːri ˈkeːki], 1969년 10월 11일~)는 이탈리아의 전직 체조 선수로 주 종목은 링이다. 1990년대 남자 체조 링 종목을 지배했던 선수로 링의 제왕(이탈리아어: il Signore degli Anelli)이라는 별명으로 잘 알려져 있다. 1996년 하계 올림픽 링 종목에서 금메달을 획득했으며, 세계 선수권 대회에서 5회 우승(1993, 1994, 1995, 1996, 1997)을 차지했다.

## 경력
토스카나주 프라토에서 레오 케키와 로셀라 케키의 아들로 태어났다. 이름인 "유리"는 부모가 우주비행사인 유리 가가린의 이름을 따서 지어준 이름이다. 어린 시절 작은 키와 덩치로 인해 체육과는 거리가 멀었으나 여동생이 체조를 하면서 1976년에 여동생을 따라 체조를 시작했다.
1984년에 이탈리아 주니어 국가대표 선수가 되었으며 같은 해에 바레세를 연고로 하는 체조 클럽에 입단했다. 이후 1986년에는 이탈리아 국가대표 선수로 발탁되었으며 그 해 12월 서독 슈투트가르트에서 열린 DTB 포칼 대회를 통해 첫 성인 대표팀 경기를 가졌다. 케키는 이 대회에서 개인종합 10위에 올랐다. 이듬해인 1987년에는 처음으로 세계 선수권 대회와 유럽 선수권 대회에 출전했다. 또한 9월에는 시리아 라타키아에서 열린 1987년 지중해 게임에 참가하면서 지중해 게임에 처음으로 출전했다. 그는 이 대회에서 금메달 2개와 은메달 2개를 획득했다.
1988년 9월 대한민국 서울에서 열린 1988년 하계 올림픽에 참가하면서 첫 올림픽 출전을 이뤘다. 그느 링 부문에서 6위, 개인종합 17위에 올랐고 단체전에서는 8위를 기록했다. 이듬 해인 1989년에는 병역 의무를 수행하기 위해 의무소방관으로 복무를 시작했고 소방관 신분의 체육인을 위한 체육팀인 비질리 델 푸오코에 입단했다. 이후 케키는 비질리 델 푸오코 체조단의 감독인 브루노 프란체스케티의 지도를 받으며 기량을 키웠다.
선수 생활 도중 심한 부상으로 1992년 하계 올림픽과 2000년 하계 올림픽에 불참했으며, 1996년 하계 올림픽 링 종목에서 헝가리의 촐라니 실베스테르와 루마니아의 단 부린커를 누르고 우승했다. 2004년 하계 올림픽 당시에는 개막식에 이탈리아 선수단 기수를 맡았으며, 링 종목에서 동메달을 획득했다. 당시 은메달을 획득한 불가리아의 요르단 요프체프와 악수하면서, 우승 선수 그리스의 디모스테니스 탐바코스 대신 요프체프가 우승했어야 한다고 발언하여 논란이 되기도 했다.
아테네 올림픽 이후 현역에서 은퇴했고 2006년에 자국 토리노에서 열린 2006년 동계 올림픽 개막식 공연에 참가하였다.

## 같이 보기
- 올림픽 이탈리아 선수단